# Kai Pahlman
Kai Pahlman (ur. 8 lipca 1935 w Helsinkach, zm. 8 marca 2013) – fiński piłkarz występujący na pozycji napastnika, aktor, kompozytor i pianista.

## Życiorys
Jego ojciec Helge Pahlman był muzykiem orkiestrowym i kompozytorem.
Kai Pahlman rozpoczął karierę piłkarską w Helsingin Palloseura. Następnie występował w HJK Helsinki i Lahden Reipas. W latach 1954–1968 grał w reprezentacji kraju. Łącznie w kadrze narodowej rozegrał 56 meczów, w których zdobył 13 bramek.
W 1958 roku został uznany piłkarzem roku w Finlandii zarówno przez dziennikarzy sportowych, jak i przez Suomen Palloliitto. Trzykrotnie zostawał królem strzelców ligi fińskiej: w 1958 (ex aequo z Kalevim Lehtovirtą), 1961 i 1965. Dwukrotnie zdobywał mistrzostwo Finlandii: w 1957 z HPS i 1970 z Reipas, a także dwukrotnie wygrywał Puchar Finlandii: w 1962 z HPS i 1966 z HJK. W 1993 został włączony do Hall of Fame fińskiej piłki nożnej.
W latach 1973–1974 był trenerem HJK, zdobywając w sezonie 1973 mistrzostwo Finlandii.

## Kariera muzyczna
Był muzykiem pianistą oraz kompozytorem. W 1961 roku wystąpił w filmie muzycznym pt. Tähtisumua. W 1973 roku skomponował muzykę do filmów pt. Lisäansioissa, Sakari ja Liisa, Pellot paketissa i Veikko ja Linnea.